# USS Twiggs (DD-591)
Lo USS Twiggs (hull classification symbol DD-591) fu un cacciatorpediniere della United States Navy, entrato in servizio nel novembre 1943 come parte della classe Fletcher. Attivo durante la seconda guerra mondiale, il cacciatorpediniere operò nel Pacifico per prendere parte agli scontri contro i giapponesi.
Occupandosi soprattutto del sostegno logistico e del soccorso ai naufraghi delle navi americane affondate, il Twiggs rimase vittima di un attacco kamikaze durante la battaglia di Okinawa, affondando con 126 uomini dell'equipaggio.

## Servizio
Costruito nei cantieri navali di Charleston, lo USS Twiggs venne varato il 7 aprile 1943 e battezzato in onore di Levi Twiggs, un marine che aveva perso la vita durante la guerra messico-statunitense di quasi un secolo prima. La madrina del varo, Augusta Twiggs, moglie dell'ex-ambasciatore statunitense in Giappone, era una lontana parente dell'eponimo. La cerimonia fu doppia, poiché assieme al Twiggs venne varata anche la nave gemella USS Paul Hamilton.
Entrato in servizio nel novembre 1943, fino all'inizio del 1944 fece servizio di pattuglia nell'oceano Atlantico. Il 5 marzo 1944 il Twiggs fu coinvolto in un incidente navale quando, facendo manovra nel porto di Norfolk, entrò in collisione con la nave da carico James Ellwood Jones, causando una vittima, il marinaio Joseph C. Arrison.
Riassegnato al fronte del Pacifico, partecipò quindi alla battaglia di Leyte. Il Twiggs era principalmente impiegato come nave di supporto e soccorso per i naufraghi, e agiva spesso nelle retrovie statunitensi. Partecipò comunque alle azioni navali della battaglia di Iwo Jima, pattugliando poi la zona a nord di Okinawa, dove il 28 aprile 1945 subì un primo attacco kamikaze che causò 10 morti e 15 feriti, senza tuttavia compromettere l'integrità della nave.
Riparato e rimesso in servizio, il Twiggs partecipò allora alla battaglia di Okinawa del giugno successivo. Qui, il 16 giugno, la nave rimase vittima di un secondo attacco kamikaze, stavolta fatale: un aereo giapponese prima sganciò un siluro, che colpì i serbatori di carburante e causò una grossa esplosione; infine il velivolo, dopo aver circonvolato il Twiggs, si schiantò contro una delle sue batterie, causando una nuova esplosione. La nave affondò in meno di un'ora.
126 dei 314 uomini dell'equipaggio morirono nel naufragio, mentre i sopravvissuti vennero soccorsi dal vicino USS Putnam. Tra i caduti c'era anche il capitano George Philip Jr. L'unica parte del Twiggs scampata all'affondamento fu un singolo pezzo di metallo del rivestimento esterno della nave, che in seguito alle esplosioni andò a conficcarsi nel bompresso del Putnam e che venne scoperto solo la mattina successiva; il frammento è conservato ancora oggi negli Stati Uniti.
Per il suo servizio il Twiggs ricevette quattro Service star. Nel 1957 il governo americano ha donato il relitto della nave al governo delle isole Ryukyu.